# Branchiomma kumari
Branchiomma kumari är en ringmaskart som först beskrevs av Khwaja Muhammad Sultanul Aziz 1938.  Branchiomma kumari ingår i släktet Branchiomma och familjen Sabellidae. Inga underarter finns listade i Catalogue of Life.